# Инфлюэнсер
Инфлюэ́нсер, также инфлюе́нсер (от англ. influence — «влияние») — человек, мнение которого является важным для большого числа людей, «лидер мнений»; лицо, которое может влиять на мнение многих; обычно это знаменитость, эксперт в своей области, в социальных сетях — пользователь (блогер), имеющий обширную и лояльную аудиторию. Процесс создания дискуссии, управления её структурой и динамикой со стороны инфлюэнсера иногда называют инфлюэ́нсингом.
Термин близок к термину лидер мнения, предложенному Элиху Кацем и Полом Лазарсфельдом в книге «Личное влияние» (1957 год).
В отличие от знаменитостей, которые получили общественное признание благодаря своему профессиональному таланту (и которые также могут широко использовать социальные сети для поддержания своего имиджа), инфлюэнсеры начинают строить свою карьеру именно в Интернете.
Инфлюэнсеры активно используются бизнесом для рекламы тех или иных товаров (работ, услуг), однако влияние инфлюенсеров распространяется не только на область продаж. Они могут влиять на практически любую область общественной жизни (политику, отношение к меньшинствам, пропаганду здорового образа жизни и т.п.). 

## Микроинфлюэнсеры
С распространением микроблогов, особенно в социальных сетях Instagram и Facebook, у многих пользователей (блогеров) с относительно небольшой аудиторией стало появляться лояльное ядро. Доверие (и подверженность влиянию) стали проявляться по отношению к таким пользователям (блогерам) не вследствие их публичной известности, а на основе публикуемого ими информационного материала (контента). Микроинфлюэнсеры часто привлекаются для маркетинговых кампаний в соцсетях как малым бизнесом, так и крупными компаниями. В частности, обладая небольшой, но лояльной аудиторией, они могут быть хорошими адвокатами бренда.

## Деконструкция образа инфлюэнсера
Социолог А. А. Ефанов из Высшей школы экономики в 2021 году ввёл понятие деконструкции образа инфлюэнсера, определив его как стратегию отторжения паблицитного капитала действующего субъекта (актора).